# Gabriele Lavia
Gabriele Lavia (geboren op 10 oktober 1942 te Milaan, Italië) is een Italiaanse acteur, filmregisseur en theaterregisseur.
Lavia werd geboren in Milaan, Lombardije. Sinds 1970 heeft hij rollen gespeeld in bijna dertig films en televisieprogramma's. Hij is waarschijnlijk het best bekend in de Verenigde Staten vanwege zijn verschijningen in verschillende horrorfilms, waaronder Beyond the Door (1974), Deep Red van Dario Argento (1975), Inferno (1980) en Sleepless (2001) en Pupi Avati's Zeder (1983), waarin hij de hoofdrol speelde.

## Filmografie (selectie)
- Girolimoni, il Mostro di Roma (1972)
- Beyond the Door (1974)
- Deep Red (1975)
- Inferno (1980)
- Zeder (1983)
- Il principe di Homburg (1983) - ook regie en script
- Sensi (1986)
- La leggenda del pianista sull'oceano (1998)
- Sleepless (2001)